# Измайлов, Энвер Серверович
Энве́р Серве́рович Изма́йлов (укр. Енвер Серверович Ізмайлов, крымскотат. Enver Server oğlu İzmaylov; 12 июня 1955, п. Киргули, Фергана, Узбекская ССР) — украинский крымскотатарский музыкант, виртуозный гитарист, композитор, известный мастер гитарной техники «тэппинг». Народный артист Украины (2009).

## Биография
Родился в 1955 году в узбекском городе Фергане, куда его семья была выслана из Крыма в 1944 году в ходе депортации крымских татар. Окончив местное училище искусств по классу фагота, самостоятельно освоил и стал играть на электрогитаре (сначала рок-музыку). В 80-е годы участвовал в джаз-рок группе «Сато», выступал на всесоюзных фестивалях. В 1986 и 1987 годах группа "Сато" под руководством Леонида Атабекова и участии Энвера Измайлова записала на Ташкентском отделении "Мелодии" два виниловых гиганта: "Эфсане" и "Передай добро по кругу". И в записи диска "Эфсане" был применён стиль игры "тэппинг" изобретённый Измайловым одновременно и независимо с американским гитаристом Стэнли Джорданом. В 1988 году группа "Сато" выступала на международном джаз-фестивале "Tudengi Jazz 88" в Таллинне и получила несколько престижных международных предложений о выступлениях. Но трагические события в Узбекистане в 1989 году перечеркнули эти планы. Энвер Измайлов переселяется с семьёй в Крым, где он вначале жил в совхозе "Завет Ленинский" под Джанкоем. Кстати у него есть великолепная композиция "Утро в колхозе "Завет Ленинский".

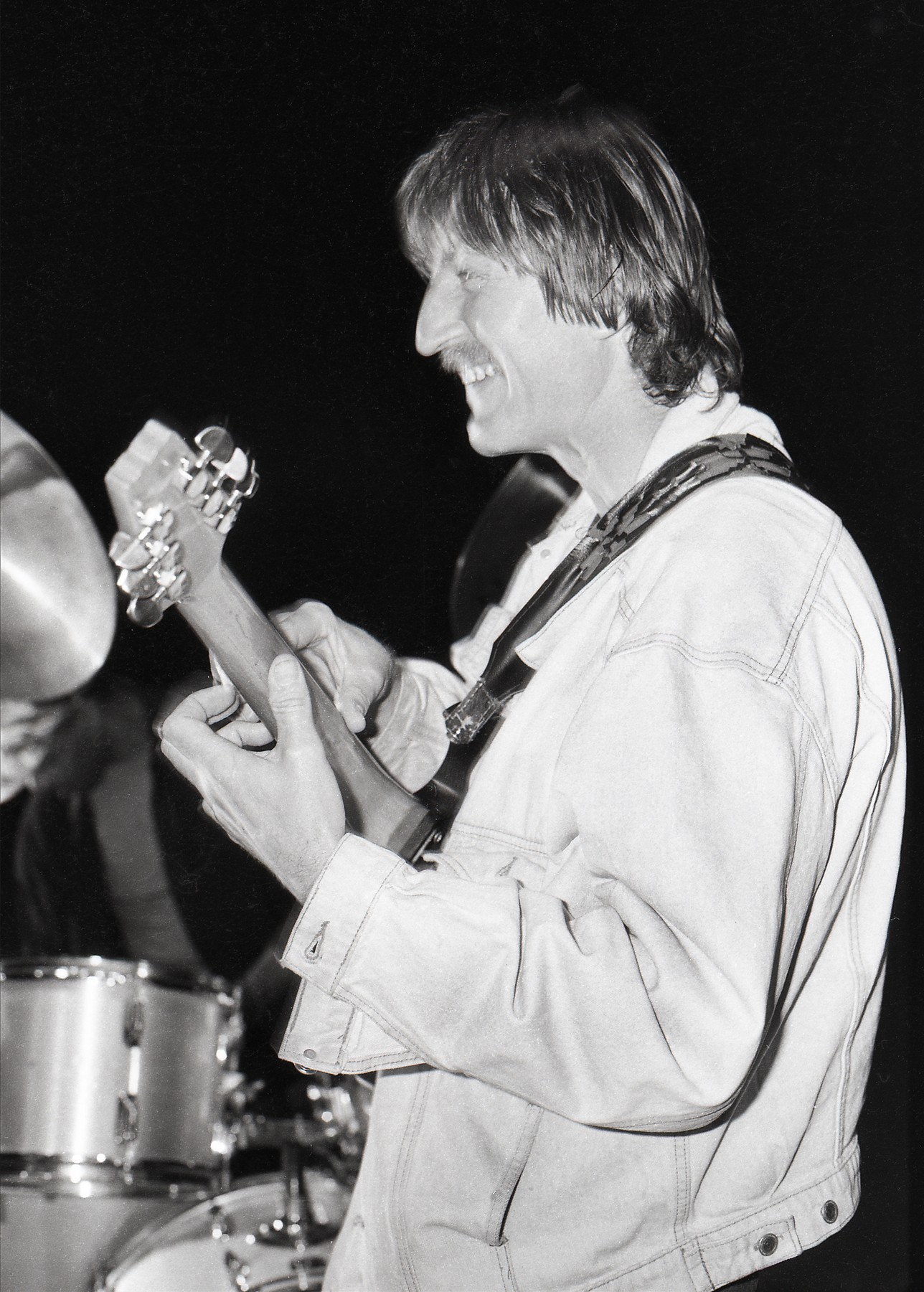
В 1993 году

Измайлов считается популяризатором тэппинга на всем музыкальном пространстве бывшего Советского Союза.
В начале 90-х Энвер Измайлов переселился в колоритную деревушку Фонтаны (ныне — микрорайон на западной окраине Симферополя), где стал собирать музыкальный фольклор своих предков, крымских татар. В эти годы он вместе с Игорем Николаевичем Пупенко пишет несколько сольных программ, в которых воплотил своё представление об этноджазовом синтезе. Параллельно они руководят трио, организованным в 1995 году с флейтистом Наркетом Рамазановым и барабанщиком Рустемом Бари (альбом «Минарет», 1999). На международных фестивалях Энвер Измайлов выступал с турецким перкуссионистом Бурханом Очалом, французским пианистом Ксавье Гарсиа и др.
По результатам анкетирования, проведенного газетой «Советская молодежь» (Рига) Энвер Измайлов занял шестое место среди гитаристов СССР, пятое место в рубрике «Музыкант года», и второе — как «Музыкант, заслуживающий наиболее широкого признания». Лауреат первой премии Европейского международного конкурса гитаристов в Лозанне (Швейцария), обладатель множества дипломов и наград.
С 1995 года — член Президиума Джазовой ассоциации Украины.
Принимал участие в джазовых фестивалях в Латвии, Украине, России, Финляндии, Германии, Норвегии, Франции, Италии, Австрии, Швейцарии, Швеции.

## Почётные звания
- Народный артист Украины (2009).
- Заслуженный артист Украины (1993).
- Заслуженный деятель искусств Автономной Республики Крым (2001) — за значительный личный вклад в развитие многонациональной культуры в Автономной Республике Крым, высокое профессиональное мастерство[1].
- Почётная грамота Президиума Верховной Рады Автономной Республики Крым (2013) — за активное участие в организации проведения презентации Автономной Республики Крым в г. Страсбурге (Французская Республика) в рамках 25-й пленарной сессии Конгресса местных и региональных властей Совета Европы[2].

## Альбомы
- «Эфсане». в составе джаз-ансамбля "Сато" (1986) Фергана;
- «Передай добро по кругу» в составе джаз-ансамбля «Сато»  Фергана (1987);
- «At Fergana Bazar». Германия (1991);
- «Easten Legend». Москва (1993);
- «Black Sea». Швеция (1993);
- «Dancing over the Moon». Германия (1995);
- «Minaret». Киев (1997);
- «Ultra-marin». Болгария (2001);
- «Meganom». Украина (2012)
- "Шёлковый путь". Москва (2012) АртБит
- "Шторм". Москва (2012) АртБит